# Расмусен, Кармен
Ка́рмен Ра́смусен (англ. Carmen Rasmusen; 25 марта 1985, Эдмонтон, Альберта, Канада) — канадско-американская певица.

## Биография
Кармен Расмусен родилась 25 марта 1985 года в Эдмонтоне (провинция Альберта, Канада), став второй из четверых детей в семье своих родителей.
Кармен начала свою музыкальную карьеру в 2003 году. В том же году она заняла шестое место во втором сезоне музыкального шоу «American Idol». Записала два студийных альбома, также снималась в кино.
С 15 декабря 2005 года Кармен замужем за Брэдли Хербертом. У супругов есть два сына — Бостон Херберт (род. в декабре 2008) и Бекхэм Херберт (род.26.10.2010).